# Villalus inanis
Villalus inanis är en tvåvingeart som först beskrevs av Philippi 1865.  Villalus inanis ingår i släktet Villalus och familjen kulflugor. Inga underarter finns listade i Catalogue of Life.